# Паливо з відходів

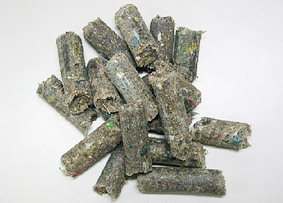
Гранули твердого відновленого палива

Паливо з відходів (RDF англ. Refuse-derived fuel) — це паливо, яке виробляється з різних видів відходів, таких як комерційні, промислові або тверді побутові відходи (ТПВ).
Всесвітня Рада Бізнесу зі Сталого Розвитку дає таке визначення:
«Для того, щоб замінити частину традиційного викопного палива, наприклад вугілля, як паливо можна використовувати вибрані відходи та побічні продукти з відновною теплотворною здатністю в цементних печах, якщо воно відповідає суворим специфікаціям. Іноді його можна використовувати лише після попередньої обробки, щоб підготувати „спеціальне“ паливо для процесу виготовлення цементу».
В основному RDF складається з таких горючих компонентів, як пластик, який не підлягає переробці (окрім ПВХ), паперовий картон, етикетки та інші гофровані матеріали. Ці фракції збираються на різних етапах переробки відходів: просіювання, розділення повітрям, балістичного поділу, видалення чорних і кольорових матеріалів, скла, каменів та інших сторонніх матеріалів. Потім проводиться подрібнення маси до однорідного розміру часток, або також гранулювання для отримання однорідного матеріалу, який можна використовувати як замінник викопного палива на цементних заводах, заводах по виготовленню вапняку, електростанціях, які працюють на вугіллі, та як відновник у сталеплавильних печах. Якщо паливо пройшло випробування і відповідає стандартам CEN/TC 343, його можна позначити як тверде відновлене паливо (SRF, англ. solid recovered fuels).
Інший опис властивостей, наприклад:
- Вторинні види палива
- Замінники палива
- «AF» як абревіатура від альтернативного палива
- Зрештою, більшість позначень є лише загальним перефразуванням для альтернативних видів палива, які є або відходами, або біомасою.

Не існує універсальної точної класифікації чи специфікації, яку використовують для такої продукції. Навіть законодавчі органи досі не встановили жодних точних рекомендацій щодо типу та складу альтернативного палива. Перші підходи до класифікації чи специфікації можна знайти в Німеччині (Bundesgütegemeinschaft für Sekundärbrennstoffe), а також на європейському рівні (Європейська організація з відновленого палива). Ці підходи, ініційовані насамперед виробниками альтернативного палива, та дотримуються коректного підходу: лише завдяки точно визначеній стандартизації складу таких матеріалів, виробництва і його використання, можуть бути однаковими у всьому світі.
Перші підходи до класифікації альтернативного палива: Тверде відновлене паливо є частковим випадком RDF (палива, отриманого з відходів), оскільки воно виробляється відповідно до стандарту CEN/343 ANAS. Тепер доступний вичерпний огляд виробництва SRF / RDF, стандартів якості та термічної рекуперації, також включає статистику якості палива SRF в Європі.

## Історія
У 1950-х роках вперше використали паливо із використаних шин у цементній промисловості. Постійне використання різноманітних альтернативних видів палива, отриманих з відходів, відбулося в середині вісімдесятих концерном «Brennstoff aus Müll» (BRAM) у Вестфальській цементній промисловості у Німеччині.
У 80-ті роки була пріоритетна ідея знизити витрати за рахунок заміни викопного палива, оскільки значний тиск конкуренції обтяжував галузь. Відтоді Німецька асоціація цементних заводів (Verein Deutscher Zementwerke e. V. (VDZ, Дюссельдорф)) документує використання альтернативного палива у федеральній цементній промисловості. У 1987 році менше 5 % викопного палива було замінено паливом зі сміття. У 2015 році його використання зросло майже до 62 %.
Паливо, отримане зі сміття, використовується в широкому спектрі окремих сфер діяльності, які спеціалізуються на отриманні енергії з відходів. Підприємства для виробництва електроенергії та теплової енергії (тепло/пара) для систем централізованого теплопостачання або промислового застосування використовують RDF паливо, з теплотворною здатністю, нижче за 8-14 МДж/кг, і розміром гранул до 500 мм.

## Технологія
Такі матеріали, як скло та метали, видаляються під час попередньої підготовки, оскільки вони негорючі. Метал видаляють за допомогою магніту, а скло — механічним просіюванням. Після цього, за допомогою повітряного розділення, відокремлюють легкі матеріали від важких. Легкі матеріали мають вищу теплотворну здатність, і їх використовують для приготування RDF. Важкі матеріали найчастіше слідують на сміттєзвалище. Залишкові матеріали можна продавати у переробленому вигляді (залежить від технології переробки), просто як суміш, або у вигляді спресованих гранул, цеглин або колод, і використовувати для інших цілей як окремо, так і в процесі рекурсивної переробки. RDF або SRF — це горюча субфракція твердих побутових та інших подібних твердих відходів, отриманих за допомогою комбінації механічних та/або біологічних методів обробки, таких як біосушіння в установках механіко-біологічної очистки. Під час виробництва RDF/SRF на вищевказаних установках відбуваються серйозні втрати горючого матеріалу, і це породжує дискусії про те, чи є подібне виробництво та використання RDF/SRF ресурсоефективним чи ні, у порівнянні з традиційним одноетапним спалюванням залишкових ТПВ у сміттєспалювальних заводах.
Виробництво RDF може включати наступні етапи:
- Розщеплення/подрібнення
- Розділення за розміром
- Магнітне розділення
- Повітряне розділення (за щільністю)
- Грубе подрібнення
- Остаточне сортування за допомогою інфрачервоного розділення

## Ринок споживання
RDF можна використовувати по-різному: для виробництва електроенергії або як заміну викопного палива. Відновлене паливо також можна використовувати разом із традиційним викопним паливом на ТЕС. У Європі RDF можна використовувати у цементних печах, на яких дотримуються суворих стандартів контролю за забрудненням повітря, відповідно до Директиви про спалювання відходів. Основним фактором, який обмежує використання RDF/SRF у цементних печах є загальний вміст хлору (Cl), при цьому середній вміст Cl у комерційних зразка SRF становить 0,76 вага/мас. на масу сухого залишку (± 0,14 % в/в, 95 % впевненість). RDF також можна використовувати у модулях плазмодугової газифікації та піролізних установках. RDF можна просто спалювати або використовувати відповідно до Кіотського протоколу, врешті відновлене паливо зі сміття може стати джерелом прибутку, де невикористані вуглецеві кредити продаються на відкритому ринку на вуглецевий обмін. Проте використання контрактів на утилізацію побутових відходів та комерціалізація такого рішення все ще залишається відносно новою концепцією, тому фінансова перевага RDF може бути дискусійною. Європейський ринок виробництва RDF швидко зріс завдяки європейській директиві про сміттєзвалища та введенню податків на сміттєзвалища. Очікується, що експорт палива з відходів із Великобританії до Європи та за її межі, може досягнути 3,3 мільйона тонн у 2015 році, і буде становити майже на 500 000 тонн більше, ніж у попередньому році.

## Перевірка властивостей палива з відходів: біогенний вміст
Частка біомаси у паливі з відходів має грошову оцінку відповідно до кількох протоколів, які стосуються парникових газів, таких, як Схема торгівлі викидами від Європейського Союзу та Програма сертифікатів поновлюваних зобов'язань у Великій Британії. Біомаса вважається вуглецево нейтральною, оскільки CO2, який виділяється при спалюванні біомаси, переробляється рослинами. Частка спаленої біомаси RDF/SRF використовується операторами стаціонарного спалювання для зменшення загальної кількості зареєстрованих викидів CO2.
Європейська робоча група CEN 343 розробили декілька методів для визначення частки біомаси RDF/SRF. Першими двома розробленими методами (CEN/TS 15440) були метод ручного сортування та селективного розчинення; доступна порівняльна оцінка цих двох методів. На основі методів радіовуглецевого датування було розроблено альтернативний, але дорожчий метод. Технічний огляд (CEN/TR 15591:2007), який описує метод вуглецю-14, був опублікований у 2007 році, а технічний стандарт методу вуглецевого датування (CEN/TS 15747:2008) був опублікований у 2008 році. У Сполучених Штатах також існує еквівалентний метод, оснований на вуглецю-14, у рамках стандартного методу ASTM D6866.
Хоча методи датування вуглецем-14 можуть визначити частку біомаси у RDF/SRF, вони не можуть визначити безпосередню теплотворну здатність біомаси. Визначення теплотворної здатності палива є важливим показником для програм зелених сертифікатів, таких як програма «Renewable Obligation Certificate». Ці програми надають сертифікати на основі енергії, виробленої з біомаси. Було опубліковано кілька дослідницьких робіт, у тому числі на замовлення Асоціації відновлюваної енергії у Великобританії, які демонструють, як результат вуглецю-14 може бути використаний для розрахунку теплотворної здатності біомаси.

## Забезпечення якості властивостей RDF та SRF: репрезентативна лабораторна підвибірка
Існують серйозні проблеми, пов'язані із забезпеченням якості та особливо точним визначенням властивостей термічного вивільнення (згоряння) RDF/SRF через їх неоднорідний (гетерогенний) склад. Останні досягнення дозволяють отримати оптимальні схеми підвибірки із вибірки зразків SRF / SRF, скажімо від 1 кг до г або ж навіть мг, для тестування в аналітичних пристроях, таких як бомбова калориметрія або TGA. За допомогою таких рішень можна забезпечити репрезентативний відбір проби, але це стосується у меншій мірі для визначення вмісту хлору. Нові дані свідчать про те, що теорія вибірки може переоцінювати зусилля з обробки, необхідні для отримання репрезентативної підвибірки.

## Регіональне використання

### Кампанія
У 2009 році в Італії у відповідь на проблему управління відходами в Неаполі, що у Кампанії, було завершено будівництво сміттєспалювального заводу в місті Ачерра, вартістю понад 350 мільйонів євро. На заводі спалюється 600 тис. тонн відходів на рік. Виробленої на об'єкті енергії вистачає на 200 тис. домогосподарств протягом року.

### Айова
Першим повномасштабним об'єктом з перетворення відходів на енергію у США був завод по утилізації відходів Арнольда О. Чантленда, побудований у 1975 році в місті Еймсі, штат Айова. Цей завод також виробляє RDF, яке направляється на місцеву електростанцію як додаткове паливо.

### Манчестер
Місто Манчестер, що на північному заході Англії, перебуває в процесі укладання контракту на використання RDF, яке буде вироблятися на запропонованих установках механічного біологічного очищення у рамках великого контракту PFI. Управління з утилізації відходів Великого Манчестера нещодавно оголосило про значний інтерес ринку до первинних заявок на використання RDF, яке, за прогнозами, буде вироблятися в тоннажі до 900 000 тонн на рік.

### Болльнес
Протягом весни 2008 року компанія Bollnäs Ovanåkers Renhållnings AB (BORAB) у Швеції запустила свою нову установку з виробництва енергії з відходів. Тверді комунальні відходи, а також промислові відходи перетворюються на паливо, отримане від сміття. 70 000-80 000 тонн палива, яке виробляється протягом року, використовуються для живлення сусіднього заводу BFB, який забезпечує мешканців Боллнеса електроенергією та централізованим опаленням.

### Ізраїль
Наприкінці березня 2017 року Ізраїль запустили власний завод RDF у парку переробки сміття Хірія; який щодня прийматиме близько 1500 тонн побутових відходів, що становитиме близько півмільйона тонн відходів щороку, з приблизним виробництвом до 500 тонн RDF щодня. Завод є частиною «старанних зусиль Ізраїлю із впровадження і покращення управління відходами у країні».

### Об'єднані Арабські Емірати
У жовтні 2018 року Міністерство зміни клімату та навколишнього середовища ОАЕ уклало концесійну угоду з Emirates RDF (BESIX, Tech Group Eco Single Owner, Griffin Refineries) на розробку та експлуатацію об'єкта RDF в еміраті Умм-аль-Кувейн. Об'єкт буде приймати за добу 1000 тонн побутових відходів від 550 тисяч жителів із еміратів Аджман і Умм-ель-Кувейн і перетворювати їх на RDF. RDF буде використовуватися на цементних заводах, щоб частково замінити традиційне використання газу чи вугілля.